# Christopher (Obitelj Soprano)
"Christopher" je 42. epizoda HBO-ove televizijske serije Obitelj Soprano i treća u četvrtoj sezoni serije. Razradu za nju napisao je Michael Imperioli prema priči sebe i Marie Laurino. Režirao ju je Tim Van Patten, a originalno je emitirana 29. rujna 2002.

## Radnja
Silvio, iznimno ponosan na svoje talijansko nasljeđe, želi se suprotstaviti prosvjednicima Indijancima na paradi u povodu Kolumbova dana, vjerujući kako je to uvreda za talijanske Amerikance. Bez Tonyjeva odobrenja, Silvio i Artie Bucco, zajedno s još nekoliko drugih, pokušaju razbiti prosvjed na kojem bi trebala biti spaljena Kolumbova lutka. Silvio im zaprijeti da to ne čine i pošalje Patsyja Parisija da je skine. Odlazeći nakon policijskog upozorenja, Little Paulie Germani baci staklenu bocu na lutku, a nekoliko prolaznika biva ozlijeđeno. Tony saznaja za to i okrivi Silvia zbog miješanja. Ralph Cifaretto u međuvremenu pokušava zaprijetiti vođi prosvjeda, Delu Redclayu, da razmisli jer Iron Eyes Cody -- popularna indijanska figura - možda nije iz njegova mjesta rođenja. Tony pokuša smiriti situaciju razgovarajući s indijanskim poglavicom kako bi pokušao nagovoriti Redclaya da ne prosvjeduje tijekom parade. Iako to ne uspijeva, poglavica poziva Tonyja i njegovu ekipu u svoj kasino. Međutim, dok ne odlaze iz kasina ne shvaćaju kako je Kolumbov dan. I parada i prosvjed održavaju se bez mafijaške intervencije, što uzruja Silvia. Tony ga pokuša smiriti rekavši mu kako bi trebao biti ponosan zbog toga tko jest, a ne samo zbog svoga naslijeđa.
U međuvremenu na svečanosti priređenoj za žene talijanskog podrijetla, "supruge mafijaša" bivaju istaknute nakon što govornik počne govoriti o stereotipima koji se prišivaju Talijanima u Americi. Nakon svečanosti, Gabriella Dante očita bukvicu ocu Philu Intintoli koliko su žene, posebno Carmela, dale župi, te da on nije imao pravo dovesti govornika koji ih namjeravao osramotiti načinom na koji stječu za život.
Približava se suđenje Strica Juniora, a Paulie Walnuts počne stvarati tenziju između dvije mafijaške obitelji kad Johnnyju Sacku ispriča šalu o težini njegove žene te kako je Tony prodao skaldište Strica Juniora na Aveniji Frelinghuysen u blizini Riverfront Esplanadea. Sack kontaktira Tonyja i zatraži udio u profitu jer obje obitelji dijele Esplanade.
Nalazeći se usred prometne gužve, Bobby Baccalieri prima telefonski poziv da kupi hranu putem kući, a kasnije saznaje da je njegova supruga Karen poginula u prometnoj nesreći i da je to razlog gužve. Na bdijenju, shrvani Bobby kleči ispred lijesa i jeca naglas. Žene sažalijevaju Bobbyja jer navodno nikad nije imao ljubavnicu. Janice se nastavlja viđati s Ralphiejem Cifarettom, koji prekida s Rosalie Aprile kako bi mogao biti slobodniji oko svoje nove veze. Međutim, nakon što je provela neko vrijeme s Bobbyjem pomažući mu u kućanskim poslovima, Janice prekida s Ralphiejem odgurnuvši ga niz stube.

## Glavni glumci
- James Gandolfini kao Tony Soprano
- Lorraine Bracco kao dr. Jennifer Melfi
- Edie Falco kao Carmela Soprano
- Michael Imperioli kao Christopher Moltisanti
- Dominic Chianese kao Corrado Soprano, Jr.
- Steven Van Zandt kao Silvio Dante
- Tony Sirico kao Paulie Gualtieri
- Robert Iler kao A.J. Soprano
- Jamie-Lynn Sigler kao Meadow Soprano *
- Aida Turturro kao Janice Soprano
- Steve Schirripa kao Bobby 'Bacala' Baccalieri
- Joe Pantoliano kao Ralph Cifaretto
- Drea de Matteo kao Adriana La Cerva
- Federico Castelluccio kao Furio Giunta
- John Ventimiglia kao Artie Bucco
- Kathrine Narducci kao Charmaine Bucco

* samo potpis

### Gostujući glumci
| - Jerry Adler kao Hesh Rabkin - Mary Aguilar kao rođakinja Grace - Sharon Angela kao Rosalie Aprile - Randy N. Barbee kao sudac Whitney R. Runions - Val Bisoglio kao Murf - Denise Borino kao Ginny 'Sack' Sacramoni - Carl Capotorto kao Little Paulie Germani - Max Casella kao Benny Fazio - Dan Castleman kao tužitelj - Tony Darrow kao Larry Barese"Larry Boy" Barese - Nick DiPaolo kao policajac Joey - Robert Funaro kao Eugene Pontecorvo - Joseph R. Gannascoli kao Vito Spatafore - Lola Glaudini kao agentica Deborah Ciccerone - Jerry Grayson kao Marty Schwartz - Dan Grimaldi kao Patsy Parisi - Kaye Kittrell kao bolesna žena - Irma Estella La Guerre kao Indijanka #1 - Tony Lip kao Carmine Lupertazzi - Bruce MacVittie kao Danny Scalercio - Roma Maffia kao profesorica Longo-Murphy | - Angelo Massagli kao Bobby Baccalieri Jr. - Carmine Mitore kao Zi' Pepin - John Montone kao radijski reporter - Arthur Nascarella kao Carlo Gervasi - Michael O'Looney kao spiker - Christine Pedi kao Karen Baccalieri - Peter Riegert kao vijećnik Ronald Zellman - Richard Romanus kao Richard LaPenna - Julie Ross kao sudska službenica - Robert Salas kao poglavica - Frank Santorelli kao Georgie - Sami Sargent kao Indijanka #2 - Paul Schulze kao otac Phil Intintola - Larry Sellers kao profesor Del Redclay - Matt Servitto kao agent Harris - Joseph R. Sicari kao Phillip Di Notti - Lexie Sperduto kao Sophia Baccalieri - Joyce Van Patten kao dr. Sandy Shaw - Maureen Van Zandt kao Gabriella Dante - Yul Vazquez kao Reuben 'Kubanac' - Montel Williams kao on sam - Craig Zucchero kao George "Gus" Inzerillo |

## Prva pojavljivanja
- Pie-O-My: konj s kojim se Tony sprijateljuje.

## Umrli
- Karen Baccalieri: supruga Bobbyja "Bacale"; pogiba u prometnoj nesreći.

## Naslovna referenca
- Naslov se odnosi na talijanskog istraživača Kristofora Kolumba, prvog Europljanina koji je 1492. stupio na američko tlo. Kontroverze oko Kolumba i parade na Kolumbov dan spominju se nekoliko puta tijekom epizode.
- Osim toga, to može biti i referenca na Christophera Moltisantija, kojeg igra Michael Imperioli, koji je napisao epizodu (iako Moltisanti u njoj igra manju ulogu).

## Poveznice s drugim epizodama
- Na povratku iz kasina, Tony spominje svoje poštovanje prema Garyju Cooperu, kojeg je prvi put spomenuo u pilot epizodi, kao i epizodi pete sezone "All Happy Families...".

## Produkcija
- Epizoda je izazvala kontroverze kad je glumcima iz serije zabranjeno sudjelovanje u paradi na Kolumbov dan u New Yorku.[1][2]

## Glazba
- Tijekom odjavne špice svira "Dawn" Frankieja Vallija and the Four Seasons. Sami je Valli u petoj i šestoj sezoni portretirao kapetana u obitelji Lupertazzi Rustyja Millia.
- U teretani se mogu čuti pjesme  "Elevation" sastava U2 i "Waiting for Tonight" Jennifer Lopez.

## Vanjske poveznice
- Christopher u internetskoj bazi filmova IMDb-a